# Stella LeSaint
Stella LeSaint, nata Stella Razetto (San Diego, 17 dicembre 1881 – Malibù, 21 settembre 1948), è stata un'attrice statunitense del cinema muto.

## Biografia
Nata in California, Stella Razetto (o Razeto) cominciò la sua carriera di attrice a teatro, con la compagnia di Florence Roberts a San Francisco. A New York, lavorò nel vaudeville, formando un suo proprio gruppo che chiamò "Stella Razeto and Company". Per problemi di salute dovette lasciare per qualche tempo il palcoscenico. Tornò a lavorare con la Majestic Company insieme a Mabel Trunnelle e a Herbert Prior, una coppia di attori di teatro e di cinema che lavorarono per Edison.
Nel 1912, Stella Razetto esordì sullo schermo in Between the Rifle Sights, uno dei cortometraggi della Selig Polyscope Company. Sul set, incontrò quello che sarebbe diventato suo marito, il regista Edward LeSaint che sposerà l'anno dopo nel giorno di Natale. Cambia il nome, assumendo quello del marito e diventa Stella LeSaint. I due restarono sempre insieme, fino alla morte di lui, il 10 settembre 1940.
L'attrice girò nella sua carriera 80 film. Si ritirò dallo schermo nel 1917, per poi tornare a recitare nel 1934 in ruoli secondari. L'ultimo film cui partecipò fu un noir con Glenn Ford, Mani lorde che uscì nel 1949, dopo la sua morte avvenuta il 21 settembre 1948 a Malibu Beach.

## Filmografia

### 1913
- A Western Romance, regia di Lem B. Parker - cortometraggio (1913)
- The Reformation of Dad, regia di Lem B. Parker - cortometraggio (1913)
- The Spell of the Primeval, regia di Edward LeSaint - cortometraggio (1913)
- The False Friend, regia di Edward LeSaint - cortometraggio (1913)
- The Woman of the Mountains, regia di Edward LeSaint - cortometraggio (1913)
- Big Jim of the Sierras, regia di Edward LeSaint - cortometraggio (1913)
- The Dangling Noose, regia di Edward LeSaint - cortometraggio (1913)
- Between the Rifle Sights, regia di Edward LeSaint - cortometraggio (1913)
- Outwitted by Billy, regia di Edward LeSaint - cortometraggio (1913)
- The Supreme Moment, regia di Edward LeSaint - cortometraggio (1913)
- Northern Hearts, regia di Edward J. Le Saint - cortometraggio (1913)
- The Lure of the Road, regia di Edward LeSaint - cortometraggio (1913)
- His Sister, regia di Edward LeSaint - cortometraggio (1913)

### 1914
- Unto the Third and Fourth Generation, regia di Edward LeSaint - cortometraggio (1914)
- Blue Blood and Red, regia di Edward LeSaint - cortometraggio (1914)
- A Splendid Sacrifice, regia di Edward LeSaint - cortometraggio (1914)
- The Heart of Maggie Malone, regia di Edward LeSaint - cortometraggio (1914)
- Reconciled in Blood, regia di Edward LeSaint - cortometraggio (1914)
- The Mistress of His House, regia di Edward LeSaint - cortometraggio (1914)
- Memories, regia di Edward LeSaint - cortometraggio (1914)
- Little Lillian Turns the Tide, regia di Edward LeSaint - cortometraggio (1914)
- The Cop on the Beat, regia di Edward LeSaint - cortometraggio (1914)
- A Flirt's Repentance, regia di Edward LeSaint - cortometraggio (1914)
- The Last Man's Club, regia di Edward LeSaint - cortometraggio (1914)
- The Schooling of Mary Ann, regia di Edward LeSaint - cortometraggio (1914)
- Dawn, regia di Edward LeSaint - cortometraggio (1914)
- The Girl Behind the Barrier, regia di Edward LeSaint - cortometraggio (1914)
- The Rummage Sale, regia di Edward LeSaint - cortometraggio (1914)
- Judge Dunn's Decision, regia di Edward LeSaint - cortometraggio (1914)
- Reporter Jimmie Intervenes, regia di Edward LeSaint - cortometraggio (1914)
- Footprints, regia di Edward LeSaint - cortometraggio (1914)
- The Reporter on the Case, regia di Edward LeSaint - cortometraggio (1914)
- What Became of Jane?, regia di Edward LeSaint - cortometraggio (1914)
- The Sealed Oasis, regia di Edward LeSaint - cortometraggio (1914)
- Who Killed George Graves?, regia di Edward LeSaint - cortometraggio (1914)
- A Typographical Error, regia di Edward LeSaint - cortometraggio (1914)
- The Man in Black, regia di Edward LeSaint - cortometraggio (1914)
- Ye Vengeful Vagabonds, regia di Edward LeSaint - cortometraggio (1914)
- The Reparation, regia di Edward LeSaint - cortometraggio (1914)
- The Blue Flame, regia di Edward LeSaint - cortometraggio (1914)
- The Wasp, regia di Edward LeSaint - cortometraggio (1914)
- 'C D' - A Civil War Tale, regia di Edward LeSaint - cortometraggio (1914)
- Peggy, of Primrose Lane, regia di Edward LeSaint - cortometraggio (1914)
- The Broken 'X', regia di Edward LeSaint - cortometraggio (1914)
- The Fates and Ryan, regia di Edward LeSaint - cortometraggio (1914)
- Her Sister, regia di Edward LeSaint - cortometraggio (1914)
- One Traveler Returns, regia di Edward LeSaint - cortometraggio (1914)

### 1915
- The Strange Case of Princess Khan, regia di Edward LeSaint - cortometraggio (1915)
- The Richest Girl in the World, regia di Edward LeSaint - cortometraggio (1915)
- The Spirit of the Violin, regia di Edward LeSaint - cortometraggio (1915)
- The Passer-By, regia di Edward LeSaint - cortometraggio (1915)
- The Black Diamond, regia di Edward LeSaint - cortometraggio (1915)
- The Lady of the Cyclamen, regia di Edward LeSaint - cortometraggio (1915)
- Retribution, regia di Edward LeSaint - cortometraggio (1915)
- Ashes of Gold, regia di Edward LeSaint - cortometraggio (1915)
- The Poetic Justice of Omar Khan, regia di Edward LeSaint - cortometraggio (1915)
- The Blood Yoke, regia di Edward LeSaint - cortometraggio (1915)
- His Father's Rifle, regia di Edward LeSaint - cortometraggio (1915)
- The Fortunes of Mariana - cortometraggio (1915)
- The Shadow and the Shade, regia di Edward LeSaint - cortometraggio (1915)
- The Unfinished Portrait, regia di Edward LeSaint - cortometraggio (1915
- The Face in the Mirror - cortometraggio (1915)
- The Clause in the Constitution, regia di Edward LeSaint - cortometraggio (1915)
- The Circular Staircase, regia di Edward LeSaint (1915)
- The Long Chance, regia di Edward LeSaint (1915)
- The Supreme Test, regia di Edward LeSaint (1915)
- Lord John's Journal
- Lord John in New York
- The Little Upstart

### 1916
- The Grey Sisterhood
- Three Fingered Jenny
- The Eye of Horus
- The League of the Future
- The Voice of the Tempter
- The Purple Maze
- The Three Godfathers, regia di Edward LeSaint (1916)
- The Jackals of a Great City

### 1917
- Out of the Wreck
- Checkmate

### Anni trenta
- Jealousy
- Mills of the Gods
- Party Wire
- Atlantic Adventure
- Ants in the Pantry
- È arrivata la felicità (Mr. Deeds Goes to Town), regia di Frank Capra (1936)
- La vergine di Salem (Maid of Salem)
- L'eterna illusione (You Can't Take It with You), regia di Frank Capra (1938)
- A Nag in the Bag
- TheTaming of the West

### Anni quaranta
- A Night at Earl Carroll's
- Meet the Chump
- The Wife Takes a Flyer, regia di Richard Wallace (1942)
- Red River Robin Hood
- Il passo del carnefice
- There's Something About a Soldier
- Swing Out the Blues
- Heavenly Days
- A ciascuno il suo destino (To Each His Own)
- Crime Doctor's Man Hunt, regia di William Castle (1946)
- La storia di Pearl White (The Perils of Pauline), regia di George Marshall (1947)
- Giovanna d'Arco (Joan of Arc), regia di Victor Fleming (1948)
- Mani lorde (The Undercover Man), regia di Joseph H. Lewis (1949)

## Doppiatori italiani
- Giovanna Cigoli in L'eterna illusione